# (33005) 1997 EZ3
1997 EZ3 (asteroide 33005) é um asteroide da cintura principal. Possui uma excentricidade de 0.09289940 e uma inclinação de 4.18157º.
Este asteroide foi descoberto no dia 2 de março de 1997 por Spacewatch em Kitt Peak.